# 第17回先進国首脳会議
第17回先進国首脳会議（だい17かいせんしんこくしゅのうかいぎ）は、1991年7月15日から17日までイギリスのロンドンで開催された先進国首脳会議。通称ロンドン・サミット。前年に再統一された西ドイツは統一ドイツとして初の参加。

## 出席首脳
- ジョン・メージャー（議長、イギリス首相）
- ジョージ・H・W・ブッシュ（議長・アメリカ合衆国大統領）
- フランソワ・ミッテラン（フランス共和国大統領）
- ヘルムート・コール（ドイツ首相）
- 海部俊樹（日本国内閣総理大臣）
- ジュリオ・アンドレオッティ（イタリア首相）
- ブライアン・マルルーニー（カナダ首相）
- ジャック・ドロール（欧州委員会委員長）

## 首脳肖像

### G7コアメンバー

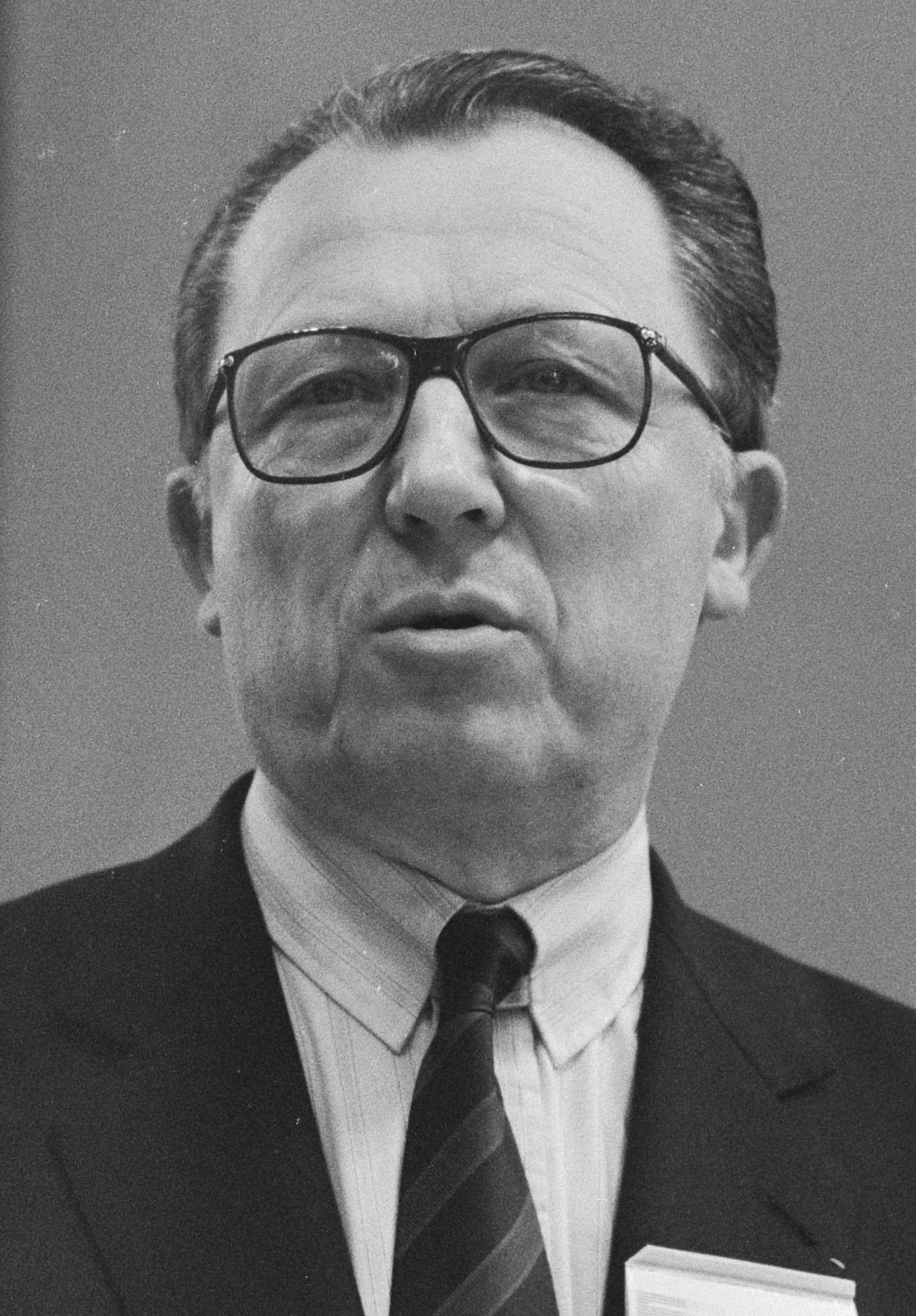
欧州連合 ジャック ドロール, 欧州委員会委員長

カナダ ブライアン マルルーニー, カナダ首相
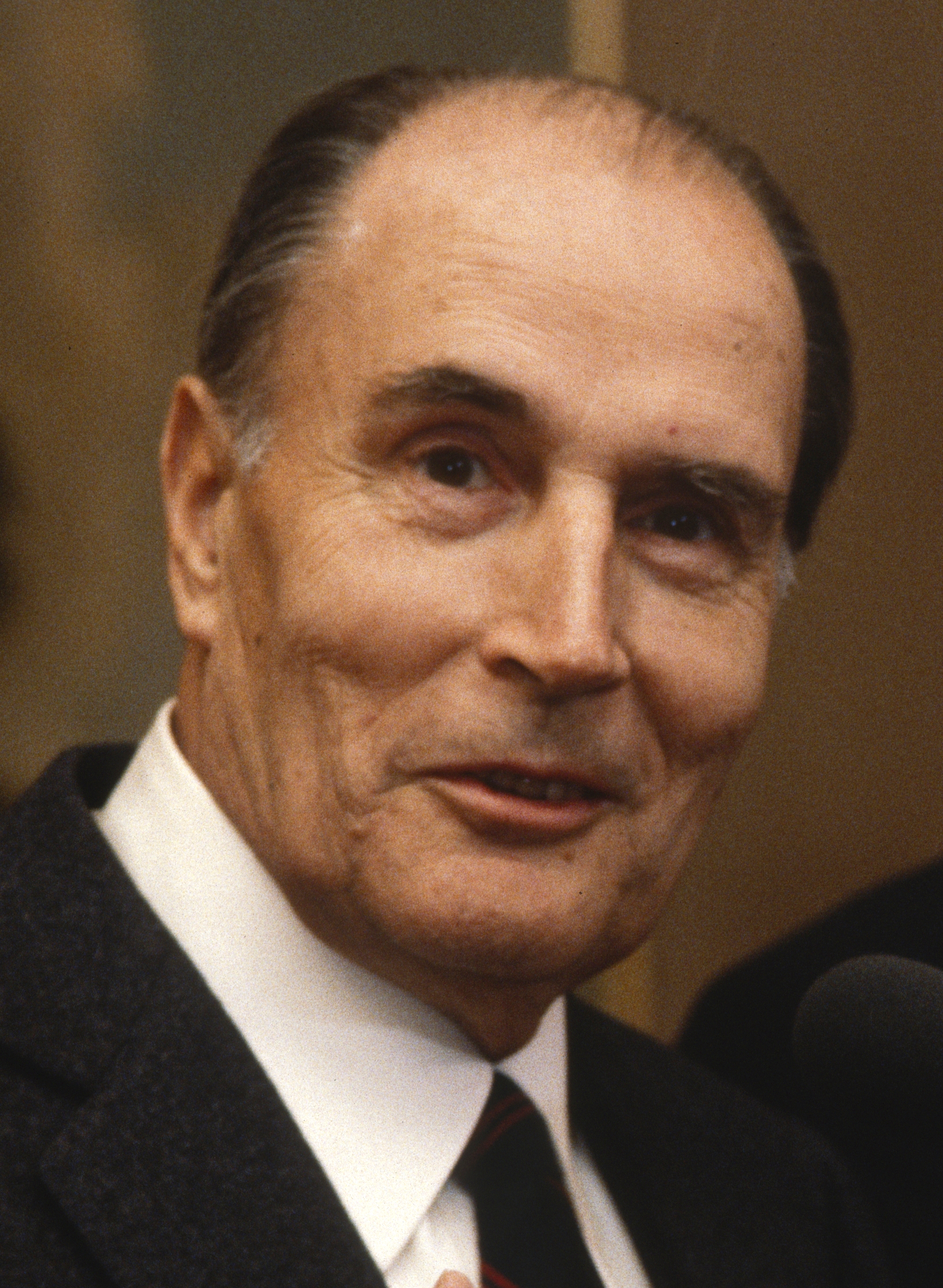
フランス フランソワ ミッテラン, フランス大統領
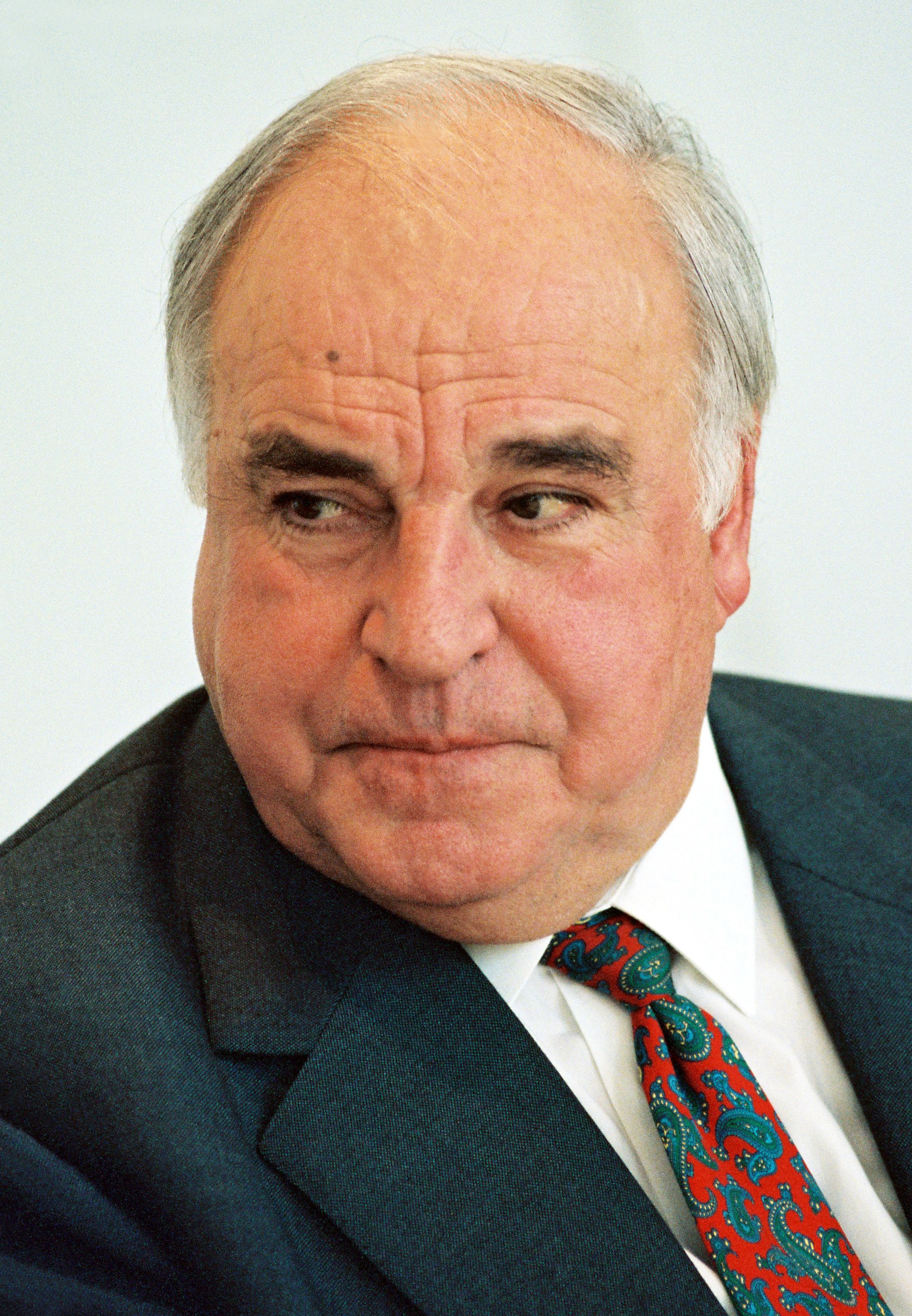
ドイツ ヘイルムート コール, ドイツ首相
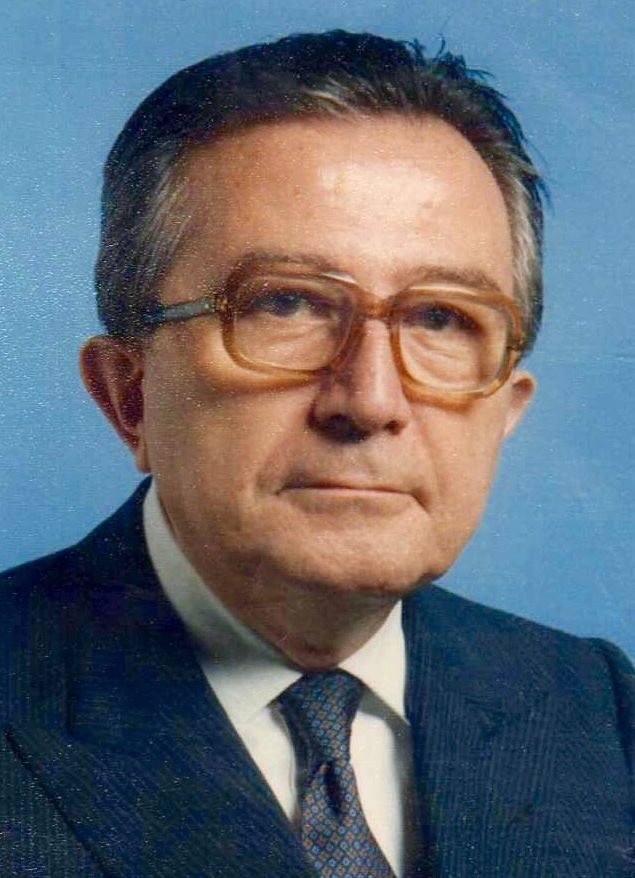
イタリア ジュリオ アンドレオッチ, イタリア首相
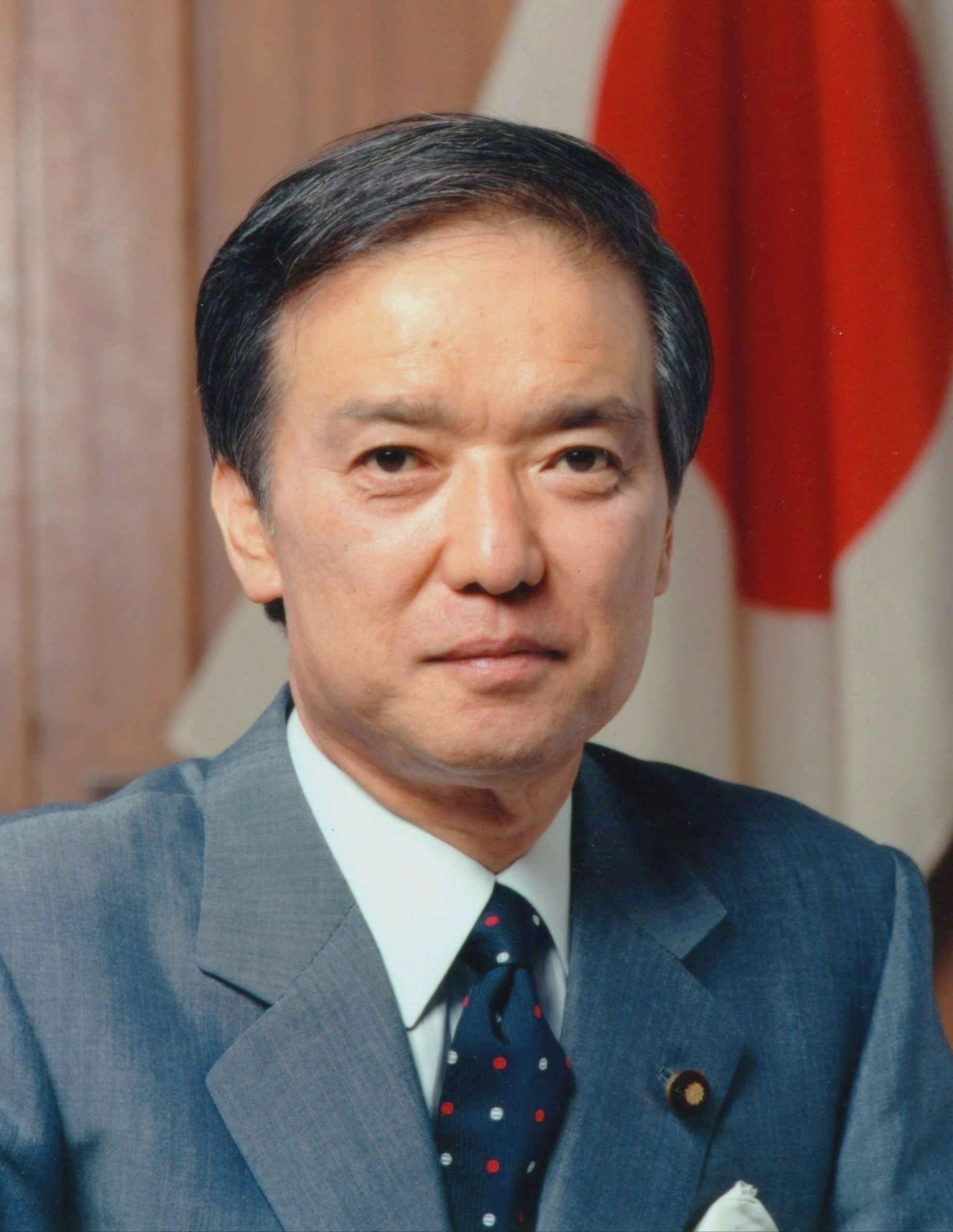
日本国 海部俊樹, 内閣総理大臣
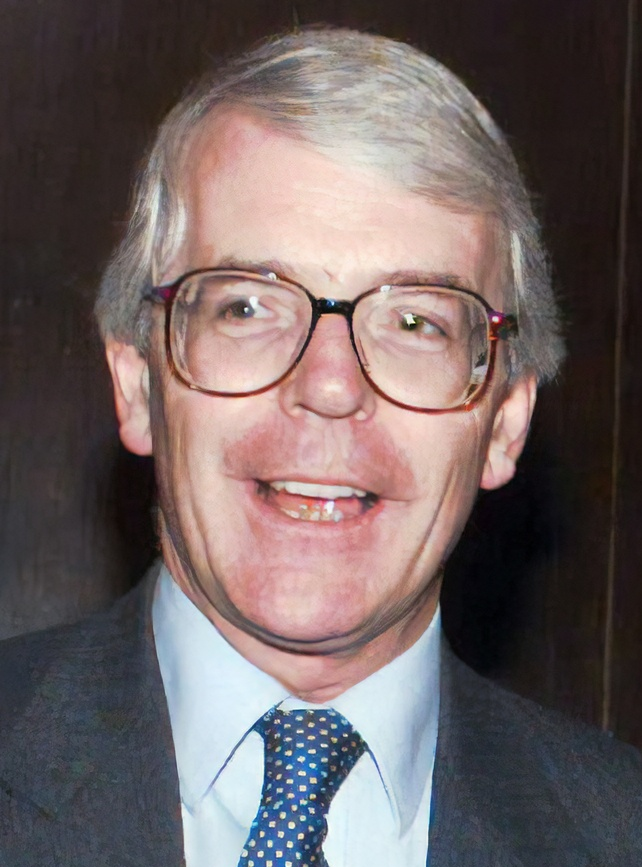
英国 ジョン メジャー, 英国首相（ホスト）
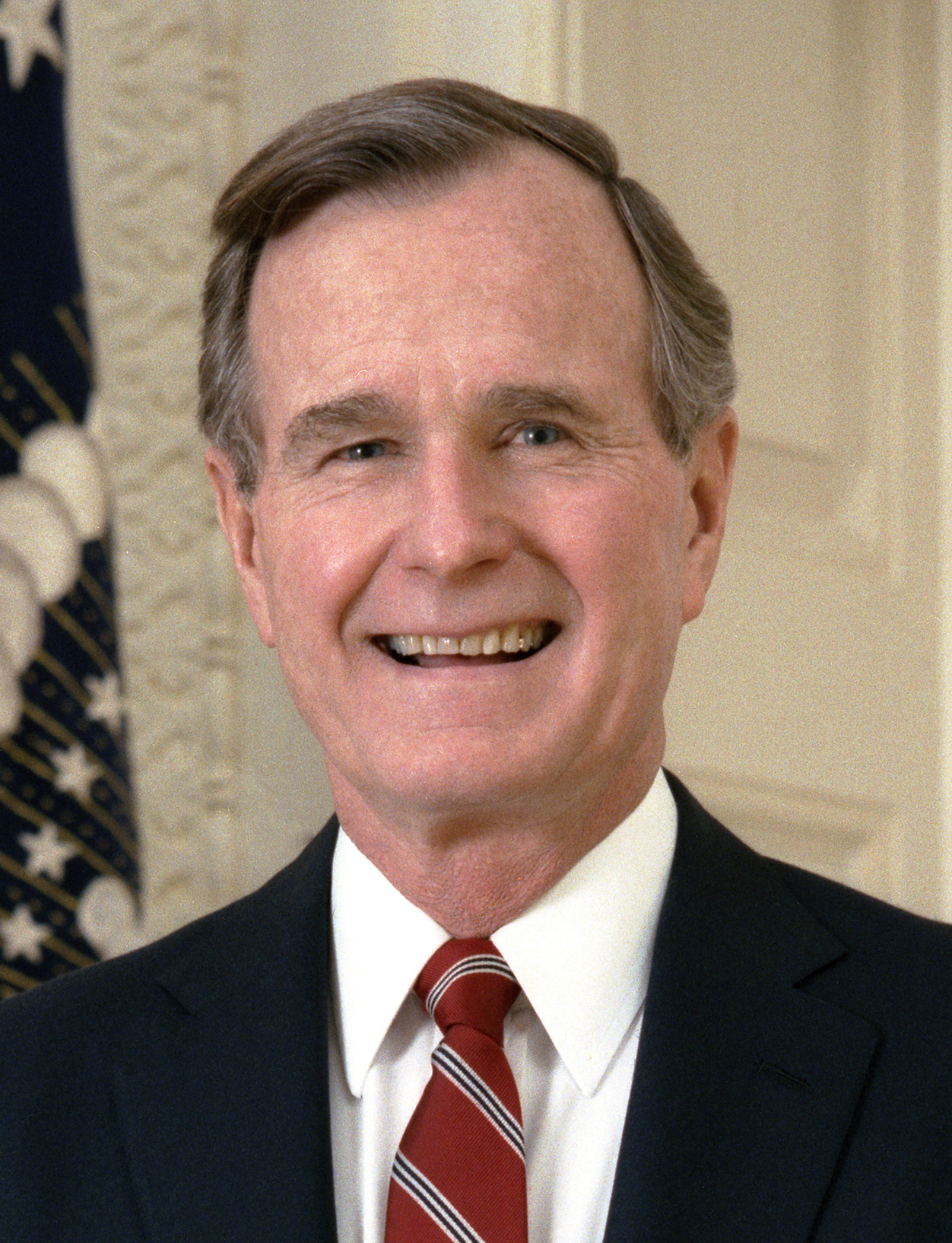
米国 ジョージ・H・W・ブッシュ, 合衆国大統領

- 欧州連合
ジャック ドロール, 欧州委員会委員長